# Jin Wu Hou
Marquis Jin Wu Hou ((zh)), nom ancestral Ji (姬), prénom Ningzu (寧族), était le troisième dirigeant de l'état de Jin pendant la Dynastie Zhou de l'Ouest. Après la mort de son père, marquis Jin Hou Xie, il monta sur le trône de Jin. Après sa mort, son fils, Furen, monta sur le trône en tant que prochain dirigeant de Jin: le marquis Jin Cheng Hou.